# 랑고바르드어
랑고바르드어 또는 롬바르드어는 서기 6세기 이탈리아로 침입하여 정착한 게르만족의 일파인 랑고바르드족이 사용하던 게르만계 언어이다. 랑고바르드족이 토착민들의 구어 라틴어를 빠르게 받아들이면서 7세기부터 이미 쇠퇴하기 시작했으나, 늦으면 약 기원후 1,000년 전후까지도 산발적인 지역에 소수 화자가 남아있었을 가능성이 있다.

## 같이 보기
- 랑고바르드족
- 롬바르디아